# Mont de Boisy
Pour les articles homonymes, voir Boisy.
Le mont de Boisy est une montagne de Haute-Savoie située dans le Chablais, dans la région lémanique au nord-est de Ballaison.

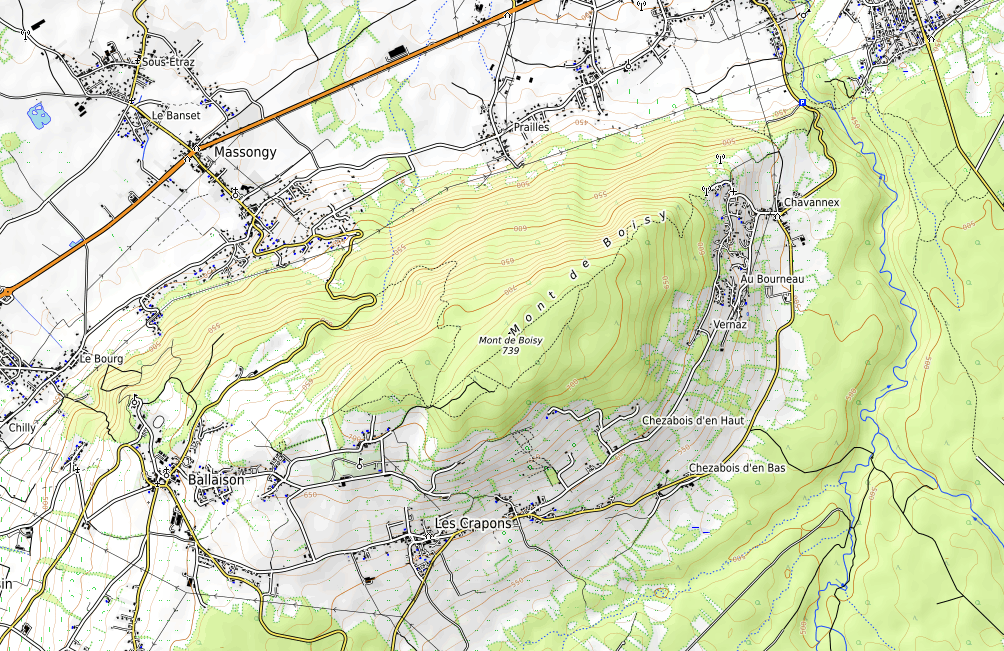
Carte topographique.